# Impuesto a las Grandes Fortunas de Bolivia
El Impuesto a las Grandes Fortunas de Bolivia (IGF) es un impuesto anual que el estado boliviano recauda de las grandes riquezas patrimoniales del país a partir del año 2021 y a través del Servicio de Impuestos Nacionales (SIN). Cabe mencionar que dicho impuesto se aplica solamente al patrimonio personal y no a las empresas.

## Historia
La historia de este "impuesto especial" se remonta a la campaña electoral para las elecciones generales de Bolivia de 2020, pues durante esa época, el todavía candidato presidencial Luis Arce Catacora, en una entrevista con el periódico británico The Financial Times, señalaba que dentro de su plan de gobierno se encontraba la posibilidad de crear un impuesto a la riqueza patrimonial.
En otra entrevista periodística, Arce justificaba dicho impuesto diciendo lo siguiente:

"Es un impuesto que va recaer en el 0,01 % de la población, es decir, el restante 99,9 % de la población no pagara este impuesto. Está dirigido solamente a las grandes fortunas de las personas pero de manera individual y no empresarial, por ejemplo si usted es dueño de una empresa que cuesta 10 millones no le afectara, pero si tiene un patrimonio personal superior a ese monto, entonces usted pagará."

"Tenemos que generar nuevas fuentes de ingreso económico para el estado, ya que en otros países los millonarios aportan de manera voluntaria. Pero lamentablemente no hay esa voluntad en el país, por eso se genera este impuesto, para dar de los que tienen a los que no tienen".
Candidato a la Presidencia de Bolivia Luis Arce (La Paz, Bolivia; 5 de octubre de 2020).

## Procedimiento legislativo
Para la creación de dicho impuesto, el 26 de noviembre de 2020, el presidente constitucional de Bolivia Luis Arce Catacora presenta a la Asamblea Legislativa Plurinacional el proyecto de ley del "Impuesto a las Grandes Fortunas" (IGF). El 10 de diciembre de 2020, la Cámara de Diputados de Bolivia aprueba el proyecto de ley y la remite al Senado. El 17 de diciembre de 2020, la Cámara de Senadores de Bolivia también lo aprueba pero lo modifica como un "impuesto permanente". Finalmente, la Cámara de Diputados sanciona la Ley el 23 de diciembre de 2020 y la deriva nuevamente al órgano ejecutivo para su correspondiente promulgación.
Unos cinco días después, el 28 de diciembre de 2020, el presidente Luis Arce Catacora promulga oficialmente la "Ley N° 1357 de Impuesto a las Grandes Fortunas (IGF)". Dos días después, el 30 de diciembre de 2020, Arce firma el Decreto Supremo N.º 4436 que reglamenta a la Ley 1357.